# Chief Administrative Officer
Der Chief Administrative Officer (CAO) ist im englischsprachigen Raum die Bezeichnung für eine Person, welche die Verantwortung für die administrative Leitung privater, öffentlicher oder staatlicher Zusammenarbeit trägt.
Der CAO ist eine der höchsten Personen einer Organisation, er leitet den täglichen Ablauf und berichtet direkt dem CEO. In manchen Organisationen ist der CAO auch der Präsident. Er ist aufgrund seiner leitenden Funktion dem COO sehr ähnlich. 
In Gemeinden wird der Titel CAO als eine Alternative zum Bezirksleiter/Landrat oder Verwaltungsleiter benutzt.